# مسائل زیست‌محیطی مرتبط با صخره‌های مرجانی

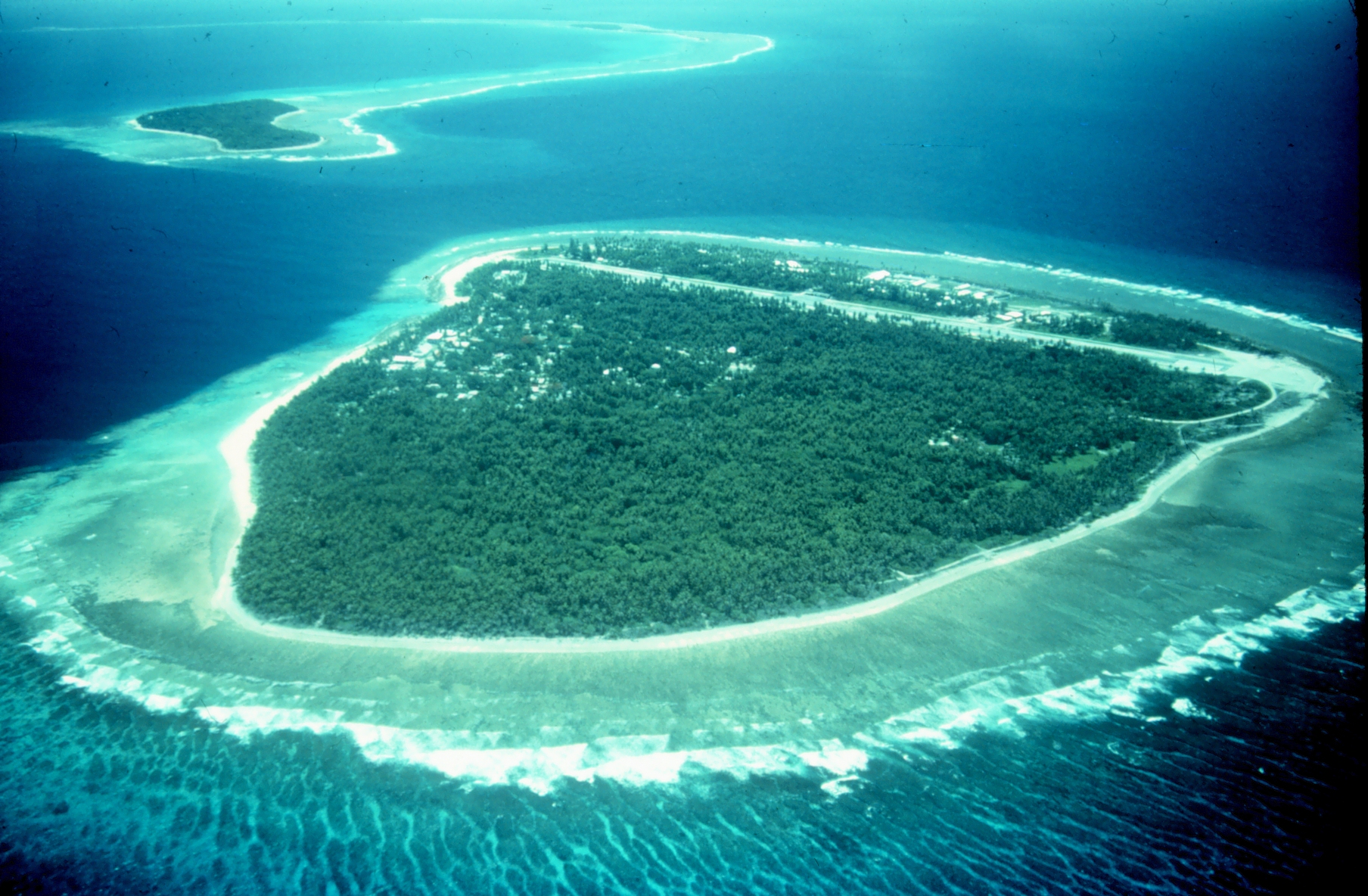
جزیره‌ای با آب‌سنگ حاشیه‌ای در نزدیکی یاپ، میکرونزی. صخره‌های مرجانی در سراسر جهان در حال مرگ هستند.

فعالیت‌های انسانی تأثیر قابل توجهی بر صخره‌های مرجانی دارند و به کاهش جهانی آنها کمک می‌کنند. از جمله فعالیت‌های آسیب‌زا می‌توان به استخراج مرجان‌ها، آلودگی‌های آلی و غیرآلی، صید بی‌رویه، ماهیگیری انفجاری، و همچنین حفاری کانال‌ها و ایجاد مسیرهای دسترسی به جزایر و خلیج‌ها اشاره کرد. افزون بر این، تهدیدات دیگری نیز وجود دارند؛ از جمله شیوع بیماری‌ها، شیوه‌های مخرب صید، و گرم شدن آب‌های اقیانوسی. نقش اقیانوس‌ها به‌عنوان مخزن دی‌اکسید کربن، تغییرات جوی، تابش نور فرابنفش، اسیدی شدن آب دریا، عفونت‌های ویروسی، آثار ناشی از طوفان‌های گرد و غبار که عوامل آلاینده را به صخره‌های دوردست منتقل می‌کنند، آلودگی‌های مختلف و رشد بی‌رویه جلبک‌ها، همگی از جمله عواملی هستند که بر سلامت صخره‌های مرجانی تأثیر منفی می‌گذارند.
شایان توجه است که خطراتی که متوجه صخره‌های مرجانی هستند، تنها به مناطق ساحلی محدود نمی‌شود.
پیامدهای تغییرات اقلیمی، به‌ویژه گرمایش جهانی، منجر به افزایش دمای آب‌های اقیانوسی می‌شود؛ این افزایش دما موجب سفیدشدگی مرجان‌ها می‌گردد، پدیده‌ای که می‌تواند برای اکوسیستم‌های مرجانی بسیار کشنده باشد.
دانشمندان برآورد کرده‌اند که طی ۲۰ سال آینده، بین ۷۰ تا ۹۰ درصد از تمامی صخره‌های مرجانی از بین خواهند رفت. علل اصلی این روند شامل گرم شدن آب دریاها، افزایش اسیدیته اقیانوس‌ها و آلودگی‌های مختلف است. در یک مطالعه جهانی که در سال ۲۰۰۸ صورت گرفت، برآورد شد که تاکنون حدود ۱۹ درصد از سطح موجود صخره‌های مرجانی نابود شده است. در حال حاضر، تنها ۴۶ درصد از صخره‌های مرجانی جهان در وضعیت سلامت قابل قبول قرار دارند و حدود ۶۰ درصد از آن‌ها در معرض خطر ناشی از فعالیت‌های مخرب انسانی هستند.
این تهدیدها به‌ویژه در منطقه جنوب شرق آسیا به‌شدت نگران‌کننده هستند؛ به‌گونه‌ای که حدود ۸۰ درصد از صخره‌های مرجانی این منطقه در خطر گونه در خطر انقراض قرار دارند.
پیش‌بینی می‌شود که تا دهه ۲۰۳۰، حدود ۹۰ درصد از صخره‌های مرجانی جهان در معرض خطر ناشی از فعالیت‌های انسانی و تغییرات اقلیمی باشند و تا سال ۲۰۵۰، تمامی صخره‌های مرجانی جهان در وضعیت بحرانی قرار گیرند.

## مسائل

### رقابت
در شرایطی که شکارچیان گیاه‌خوار به اندازه کافی در محیط زیست حضور نداشته باشند، جلبک‌های رقیب و سایر انواع جلبک‌ها در آب‌های غنی از مواد مغذی به‌سرعت رشد و گسترش می‌یابند.
این وضعیت موجب می‌شود که تعادل اکولوژیکی صخره‌های مرجانی به‌هم بخورد؛ چرا که جلبک‌ها با مرجان‌ها برای فضا، نور و مواد مغذی رقابت می‌کنند و در صورت بدون علامت باقی ماندن، می‌توانند سطح صخره‌ها را بپوشانند و مانع رشد و ترمیم مرجان‌ها شوند.
در دریای کارائیب و اقیانوس آرام گرمسیری، تماس مستقیم بین مرجان‌ها و جلبک‌های دریایی معمولی باعث سفید شدن و مرگ بافت مرجان‌ها از طریق رقابت دگرآسیبی می‌شود. عصاره‌های محلول در چربی جلبک‌های دریایی که به بافت‌های مرجانی آسیب می‌رسانند، باعث سفید شدن سریع آنها نیز می‌شوند. در این مکان‌ها، سفید شدن و مرگ و میر محدود به مناطقی بود که مستقیماً با جلبک دریایی یا عصاره‌های آنها در تماس بودند. سپس جلبک دریایی گسترش یافت و زیستگاه مرجان مرده را اشغال کرد. با این حال، تا سال ۲۰۰۹، تنها ۴٪ از صخره‌های مرجانی در سراسر جهان بیش از ۵۰٪ پوشش جلبکی داشتند، به این معنی که هیچ روند جهانی اخیری به سمت تسلط جلبک‌ها بر صخره‌های مرجانی وجود ندارد. در اکوسیستم‌های سالم مرجانی، این رشد بیش از حد جلبک‌ها توسط موجودات گیاه‌خوار کنترل می‌شود.
شکارچیان گیاه‌خوار شامل گونه‌های مختلفی از ماهی‌ها و بی‌مهرگان هستند که با تغذیه از جلبک‌ها، نقش کلیدی در حفظ توازن زیستی ایفا می‌کنند. از جمله این جانداران می‌توان به طوطی‌ماهی اشاره کرد که با منقار قدرتمند خود جلبک‌ها را از سطح سنگ‌ها و مرجان‌ها می‌تراشد. همچنین، توتیای دریایی یکی از مهم‌ترین جلبک‌خواران بستر دریا محسوب می‌شود که پس از کاهش جمعیت آن در دهه‌های گذشته، افزایش جلبک در بسیاری از مناطق مرجانی گزارش شده است. سایر ماهی‌های گیاه‌خوار مؤثر شامل جراح‌ماهیها، تَنگ‌ها و تک شاخ ماهی‌ها هستند که هر یک با سبک تغذیه خاص خود، بخش مهمی از کنترل جمعیت جلبک‌ها را بر عهده دارند.
حضور متعادل و پایدار این گونه‌ها برای سلامت و پایداری اکوسیستم‌های مرجانی ضروری است.

### کرم ضدآفتاب

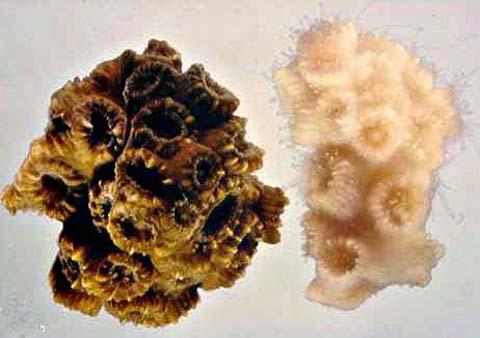
مرجان سفید نشده و سفید شده.

کرم ضدآفتاب می‌تواند به‌طور غیرمستقیم از طریق سیستم‌های فاضلاب، هنگام شستشو و توسط شناگران و غواصان، یا به‌طور مستقیم در صورت جدا شدن کرم ضدآفتاب از بدن افراد در اقیانوس، وارد اقیانوس شود. سالانه حدود ۱۴۰۰۰ تن کرم ضدآفتاب به اقیانوس‌ها سرازیر می‌شود که ۴۰۰۰ تا ۶۰۰۰ تن آن وارد مناطق صخره‌ای می‌شود. تخمین زده می‌شود که ۹۰٪ از گردشگری غواصی سطحی و زیرآبی در ۱۰٪ از صخره‌های مرجانی جهان متمرکز شده است، به این معنی که صخره‌های مرجانی محبوب به ویژه در برابر قرار گرفتن در معرض کرم‌های ضدآفتاب آسیب‌پذیر هستند. برخی از فرمولاسیون‌های کرم‌های ضدآفتاب، خطری جدی برای سلامت مرجان‌ها هستند. اکسی بنزون، مادهٔ رایج در کرم‌های ضدآفتاب، باعث سفید شدن مرجان‌ها می‌شود و بر سایر جانوران دریایی تأثیر می‌گذارد. علاوه بر اکسی بنزون، ترکیبات ضدآفتاب دیگری نیز وجود دارند که به عنوان فیلترهای شیمیایی UV شناخته می‌شوند و می‌توانند برای مرجان‌ها و صخره‌های مرجانی و سایر موجودات دریایی مضر باشند. آنها عبارتند از: بنزوفنون-۱، بنزوفنون-۸، OD-PABA، ۴-متیل بنزیلیدین کامفور، ۳-بنزیلیدن کامفور، نانو دی‌اکسید تیتانیوم، نانو اکسید روی، اکتینوکسات و اکتوکریلن.

### اسیدی شدن اقیانوس

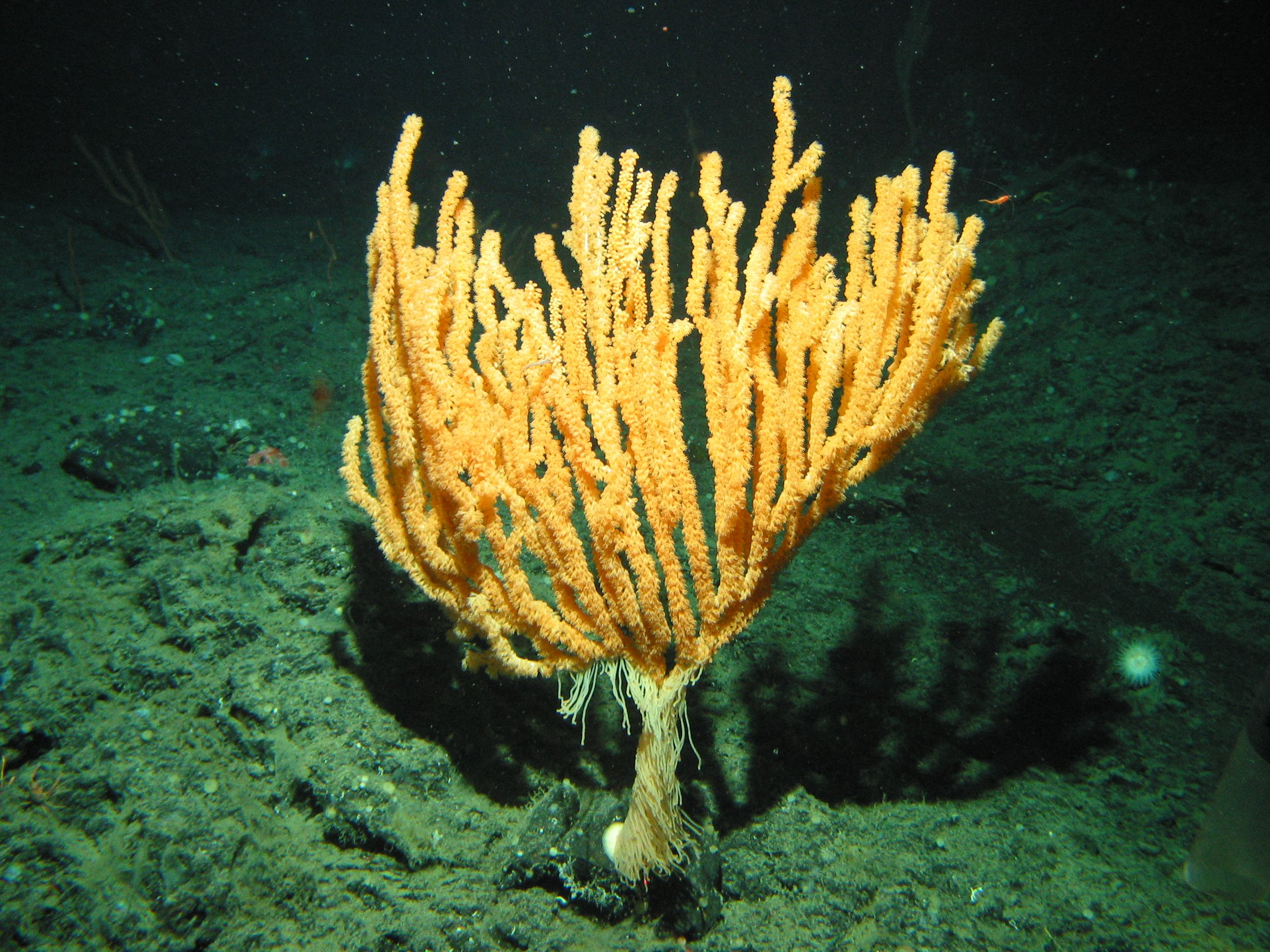
مرجان بامبو، پیشگویی اولیه اسیدی شدن اقیانوس است

اسیدی شدن اقیانوس‌ها ناشی از افزایش دی‌اکسید کربن اتمسفر است. اقیانوس‌ها حدود یک سوم از این افزایش را جذب می‌کنند. گاز محلول با آب واکنش می‌دهد و اسید کربنیک تشکیل می‌دهد و بنابراین اقیانوس را اسیدی می‌کند. این کاهش pH مشکل دیگری برای صخره‌های مرجانی است. با افزایش میزان این گاز گلخانه‌ای در جو، بخشی از آن—تقریباً یک‌سوم از کل دی‌اکسید کربن اضافه‌شده—توسط اقیانوس‌ها جذب می‌شود. این روند جذب، گرچه در کوتاه‌مدت ممکن است به کاهش دی‌اکسید کربن جوی کمک کند، اما پیامدهای زیست‌محیطی گسترده‌ای برای محیط‌های دریایی به همراه دارد.
وقتی دی‌اکسید کربن در آب دریا حل می‌شود، با مولکول‌های آب واکنش داده و اسید کربنیک (H₂CO₃) تولید می‌کند.
این ترکیب اسیدی، موجب کاهش سطح pH آب اقیانوس‌ها می‌شود و در نتیجه، محیط دریایی به‌تدریج اسیدی‌تر می‌گردد. کاهش pH آب اقیانوس یکی از چالش‌های جدی برای صخره‌های مرجانی به‌شمار می‌رود. مرجان‌ها برای ساخت اسکلت‌های آهکی خود به یون‌های کربنات (CO₃²⁻) نیاز دارند، اما با اسیدی‌تر شدن آب، غلظت این یون‌ها کاهش یافته و در نتیجه، فرایند کلسیمی شدن مختل می‌شود.

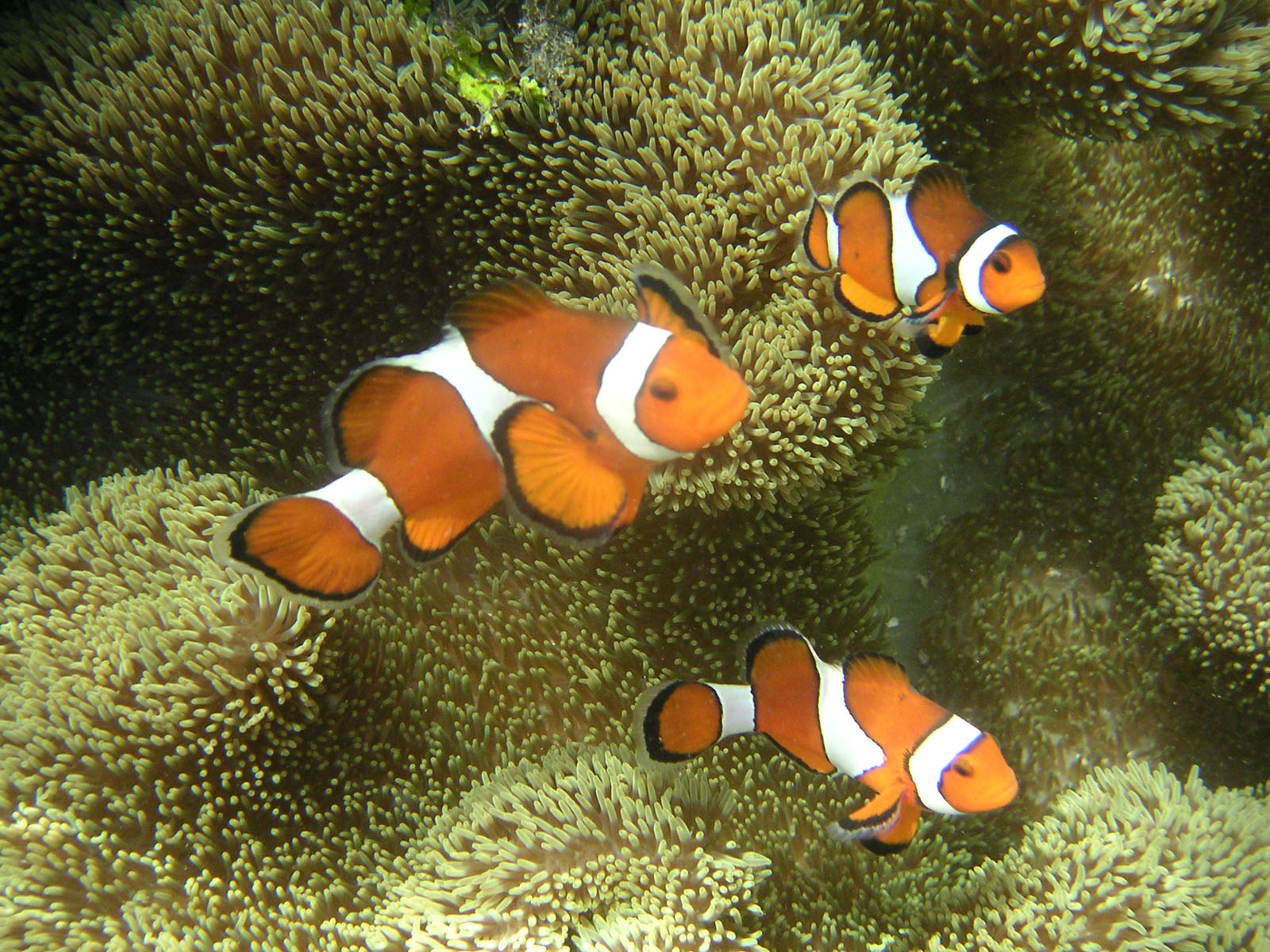
سطوح بالاتر دی‌اکسید کربن در آب به توانایی بویایی و شنوایی دلقک ماهی‌های جوان و دوشیزه ماهی‌ها آسیب می‌رساند.

این اختلال موجب تضعیف ساختار مرجان‌ها، کاهش رشد آن‌ها، و در نهایت نابودی تدریجی اکوسیستم‌های مرجانی می‌گردد. این کاهش گرچه از نظر عددی اندک به نظر می‌رسد، اما از نظر شیمیایی تأثیر عمیق و قابل توجهی بر تعادل اسیدی-قلیایی آب‌های سطحی اقیانوس‌ها دارد.
پیش‌بینی می‌شود که در ادامه این روند، pH سطح اقیانوس‌ها با افتی در حدود ۰٫۳ تا ۰٫۴ واحد دیگر نیز مواجه شود.
کاهش pH به‌معنای افزایش یون‌های هیدروژن (H⁺) در آب است؛ به‌گونه‌ای که تا به امروز، میزان این یون‌ها حدود ۳۰٪ افزایش یافته است. اما با افزایش دی‌اکسید کربن محلول و کاهش غلظت یون‌های کربنات، آب‌های سطحی به‌تدریج وارد حالت زیر اشباع می‌شوند. در چنین شرایطی، نه تنها فرایند تشکیل ساختارهای آهکی (مانند اسکلت مرجان‌ها) دشوار می‌شود، بلکه ساختارهای موجود نیز در معرض حل شدن قرار می‌گیرند. جالب آن‌که، نتایج برخی مطالعات حاکی از آن است که اسیدی شدن اقیانوس‌ها ممکن است نوعی تبعیض زیستی یا «تبعیض جنسی» در میان مرجان‌ها ایجاد کند. به‌طور خاص، مرجان‌های ماده‌ای که در حال تخم‌ریزی هستند، حساسیت بیشتری نسبت به اثرات منفی اسیدی شدن آب نسبت به مرجان‌های نر نشان داده‌اند.